# Carlos Airala
Carlos Javier Airala (Buenos Aires, 25 de agosto de 2002) es un futbolista argentino que se desempeña como enganche en Albion de la Segunda División de Uruguay. Fue el jugador más joven en debutar en la primera división de Ferro Carril Oeste, con 15 años, 7 meses, y 6 días.

## Trayectoria
El 25 de junio de 2021, después de dos años sin contrato por dilaciones de la comisión directiva del presidente Daniel Pandolfi, Ferro logró una renovación por seis meses. Esto no impidió su traspaso a River Plate en 2022.
En 2023 rescindió su contrato con River y fichó con Racing Club de Montevideo de la Primera División de Uruguay.

## Estadísticas
Actualizado al 12 de agosto de 2025
| Ferro Argentina | 2.ª           | 2017-18       | 1  | 0 | 0 | 0 | — | — | 1  | 0 |
| Ferro Argentina | 2.ª           | 2018-19       | 0  | 0 | 0 | 0 | — | — | 0  | 0 |
| Ferro Argentina | 2.ª           | 2019-20       | 0  | 0 | 0 | 0 | — | — | 0  | 0 |
| Ferro Argentina | 2.ª           | 2020          | 3  | 0 | 0 | 0 | — | — | 3  | 0 |
| Ferro Argentina | 2.ª           | 2021          | 8  | 1 | 0 | 0 | — | — | 8  | 1 |
| Ferro Argentina | Total         | Total         | 12 | 1 | 0 | 0 | 0 | 0 | 12 | 1 |
| River Plate Argentina | 1.ª           | 2022          | —  | — | — | — | — | — | 0  | 0 |
| River Plate Argentina | Total         | Total         | 0  | 0 | 0 | 0 | 0 | 0 | 0  | 0 |
| Racing Club · Uruguay | 1.ª           | 2023          | 3  | 0 | 0 | 0 | — | — | 3  | 0 |
| Racing Club · Uruguay | 1.ª           | 2024          | 5  | 0 | 0 | 0 | 0 | 0 | 5  | 0 |
| Racing Club · Uruguay | Total         | Total         | 8  | 0 | 0 | 0 | 0 | 0 | 8  | 0 |
| Club Oriental · Uruguay | 2.ª           | 2024          | 13 | 1 | 0 | 0 | — | — | 13 | 1 |
| Club Oriental · Uruguay | Total         | Total         | 13 | 1 | 0 | 0 | 0 | 0 | 13 | 1 |
| Albion · Uruguay | 2.ª           | 2025          | 20 | 3 | 0 | 0 | — | — | 20 | 3 |
| Albion · Uruguay | Total         | Total         | 20 | 3 | 0 | 0 | 0 | 0 | 20 | 3 |
| Total carrera | Total carrera | Total carrera | 53 | 5 | 0 | 0 | 0 | 0 | 53 | 5 |
| (1) La copa nacional se refiere a la Copa Argentina y la Copa Uruguay. (2) La copa internacional se refiere a la Copa Sudamericana y Copa Libertadores. (3) Promedio de goles recibidos por partidos no incluye goles recibidos en partidos amistosos. |               |               |    |   |   |   |   |   |    |   |